# 緑のレジスタンス
緑のレジスタンス（みどりのレジスタンス、英語: Gaddafi loyalism）は、内戦中のリビアにおいて、大リビア・アラブ社会主義人民ジャマーヒリーヤ国の再建を目指す武装勢力である。

## 前史
1969年から2011年まで、リビアは「大リビア・アラブ社会主義人民ジャマーヒリーヤ国」と呼ばれ、ムアンマル・アル＝カッザーフィー（カダフィ大佐）による独裁体制下にあった。カダフィは極端な反米、反シオニズム主義者であったため、西側諸国からは警戒された。
リビアではその後もカダフィ政権が続いていたが、2011年、長期独裁への不満などからリビア国民評議会などの反カダフィ勢力が武装蜂起し、2011年リビア内戦が始まった。内戦ではカダフィ政権側が有利であったが、間もなくNATOの軍事介入が始まり形勢は逆転。同年10月にはカダフィも殺害され42年続いたカダフィ政権は崩壊。新生のリビア国が建国された。

## 概要
カダフィ政権は打倒されたものの、カダフィ独裁という箍が外れたことでその後の内政は不安定化し、治安は極端に悪化した。特に殺人事件はカダフィ時代の5倍にもなった。
一方、反カダフィ勢力によって樹立された新政権の内部では暫定政府と代議院が対立し、この権力闘争が2014年リビア内戦に発展。内戦は泥沼化し、イスラム過激派組織・ISILも流入するなど混迷を極めた。また、イスラム過激派による黒人差別も起こるようになった。
こうした状況もあり、リビア国民の不満は次第に高まっていった。そして、中には「カダフィ政権時代の方がましだった。」と考える者も少なからずおり、その中からかつての大リビア・アラブ社会主義人民ジャマーヒリーヤ国の再建を目指す勢力「緑のレジスタンス」が現れたのである。
緑のレジスタンスはカダフィ政権時代の緑一色のリビア国旗を掲げて戦っており、戦闘員はカタールの報道機関・アルジャジーラの取材に対して「カダフィのために戦うことは、息子たちが父親のために戦うようなものだ・・・我々は彼のために最後の血の一滴まで闘うであろう」と話したという。また、「殺害されたカダフィと思われる男は実はカダフィの影武者である。つまりカダフィは生存しており、元気でいる。」という噂も広まっている。